# Emuella
Emuella (лат.) — вымерший род трилобитов отряда редлихииды (Redlichiida) семейства Emuellidae. Окаменелости найдены в кембрийских отложениях Южной Австралии.

## Этимология
Родовое название означает «маленький эму» и отсылает на сланцы Эму-Бэй на острове Кенгуру — одно из отложений, где были найдены окаменелости животного. Видовое название polymera образовано от др.-греч. πολύ — много, и др.-греч. μέρος — часть, по причине большого количества сегментов торакса. E. dalgarnoi назван в честь Р. К. Далгарно, нашедшего Balcoracania dailyi на хребте Флиндерс рядом с Блинманом, Южная Австраллия.

## Описание
Emuella можно распознать по соприкосновению глабеллы и передней каймы, а также по субпятиугольной голове. У сестринского рода Balcoracania есть небольшое расстояние между передней частью оси головы или глабеллы и гребнем на кайме, а головной щит полукруглый. У обоих родов из семейства Emuellidae имеются глазные валики, расположенные параллельно лобному и латеральному краю головы, выступающие щёчные шипы, которые являются плавным продолжением латерального края головы, передней части торакса из шести сегментов, 5-й и 6-й слиты и с крупными тянущимися шипами. У обоих трилобитов во взрослом возрасте сильно изменчивое, но большое количество сегментов опистоторакса, хотя у B. dailyi наибольшее количество сегментов (97) значительно больше, чем у Emuella (52).